# Loris Francini
Loris Francini (* 12. August 1962) ist ein san-marinesischer Politiker der Partito Democratico Cristiano Sammarinese.
Francini war von April bis Oktober 1998 zusammen mit Alberto Cecchetti und von April bis Oktober 2006 zusammen mit Gianfranco Terenzi einer der beiden Capitani Reggenti. Von 2003 bis 2005 war Francini Innenminister. Im März 2007 wurde er als Nachfolger von Gabriele Gatti Fraktionsvorsitzender der PDCS im Consiglio Grande e Generale bis zum Ende der Legislaturperiode im November 2008.